# いつのりのあの日あの頃、思い出行き
いつのりのあの日あの頃、思い出行きは、山陽放送で放送されていたラジオ番組。

## 概要
- その年の出来事、ヒット曲で構成される。
- お便りは郵送のみ可能。
- この番組の終了と同時に、番組を変えながらも続いてきた井上いつのり司会枠は途切れることになった。

## コーナー

### 岡山弁はええもんじゃ
- いつのりの番組共通のコーナー、リスナーが送った岡山弁の俳句・川柳を紹介する。

| 山陽放送 日曜日 14:00～14:20           | 山陽放送 日曜日 14:00～14:20       | 山陽放送 日曜日 14:00～14:20      |
| 前番組                                 | 番組名                             | 次番組                            |
| -------------------------------------- | ---------------------------------- | --------------------------------- |
| VOICEラジオ版 浜ちゃん石っさん得々耳典 | いつのりのあの日あの頃、思い出行き | 細川茂樹 RSKで行こう! （～15:00） |